# Elezioni in Irlanda del Nord
Le elezioni in Irlanda del Nord si tengono regolarmente per i consigli locali, l'Assemblea dell'Irlanda del Nord e il Parlamento del Regno Unito.
L'Assemblea dell'Irlanda del Nord ha 90 membri, eletti in 18 collegi da 5 membri con il metodo del voto singolo trasferibile. L'Irlanda del Nord è rappresentata a Westminster da 18 collegi uninominali eletti con il metodo first-past-the-post.
A differenza del resto del Regno Unito, le elezioni nell'Irlanda del Nord sono gestite centralmente dall'Ufficiale elettorale capo per l'Irlanda del Nord e dall'Electoral Office for Northern Ireland piuttosto che dalle autorità locali.